# Puente aéreo
Un puente aéreo es una operación militar en la que un área ubicada en un territorio hostil o amenazado es tomada y asegurada, permitiendo el aterrizaje de nuevas tropas y material bélico, y proporcionando nuevo espacio de maniobra para la consecución de las subsiguientes operaciones proyectadas. Normalmente la zona involucrada es el resultado de una invasión por parte de tropas aerotransportadas durante la fase de asalto aéreo. Puede también ser utilizada como un punto de reaprovisionamiento de combustible,  para operaciones rápidas o evacuaciones de tropas, civiles o material. 

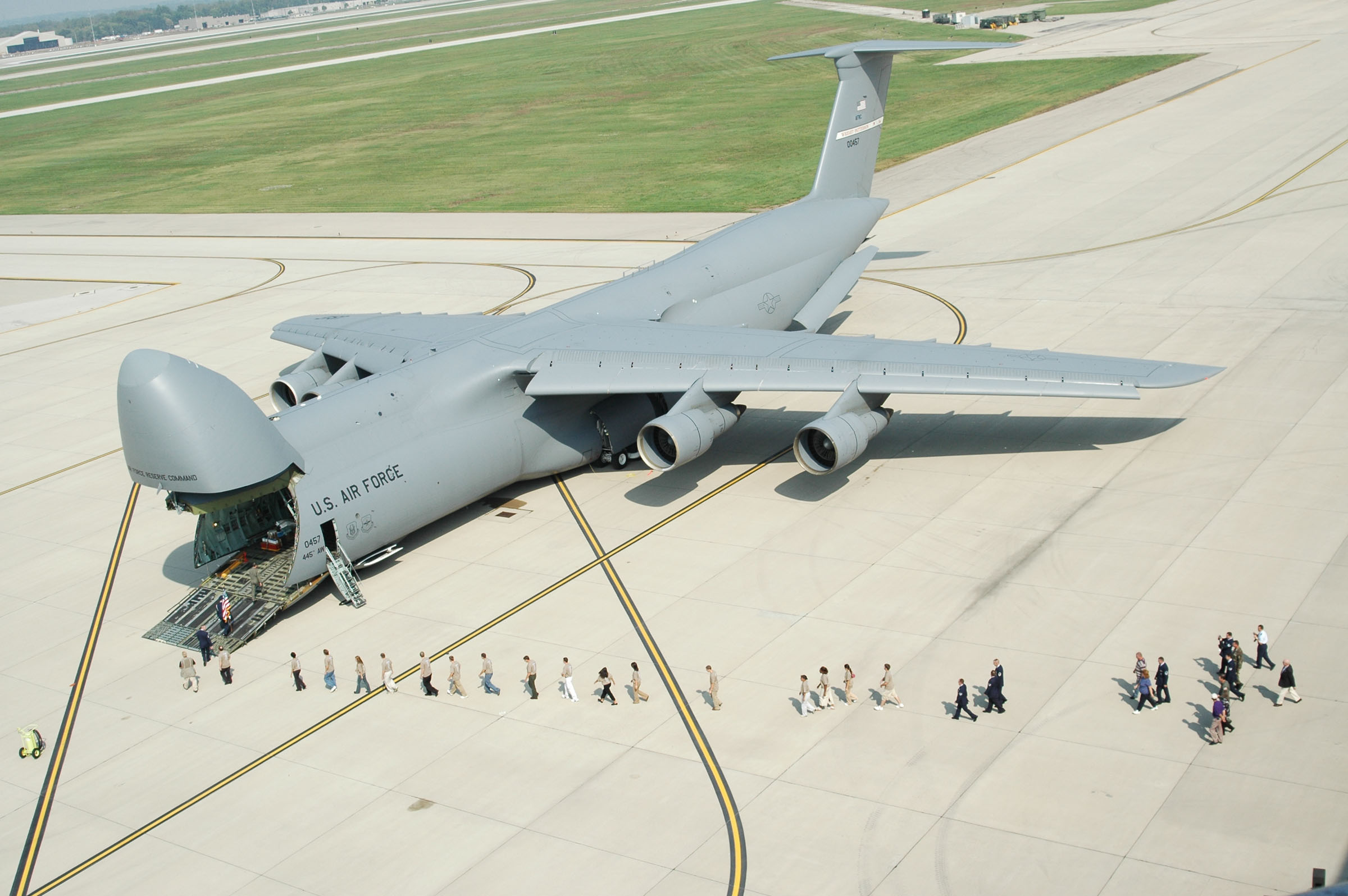
Un avión de carga militar: el Lockheed C-5 Galaxy

Típicamente una cabeza de puente aéreo se establece mediante un asalto rápido hecho por tropas transportadas por helicópteros, o mediante paracaidistas, y ocurrirán a menudo en las inmediaciones de aeropuertos (para permitir que grandes contingentes de transporte convencional aterricen allí más adelante) o en zonas accesibles mediante helicópteros o planeadores.

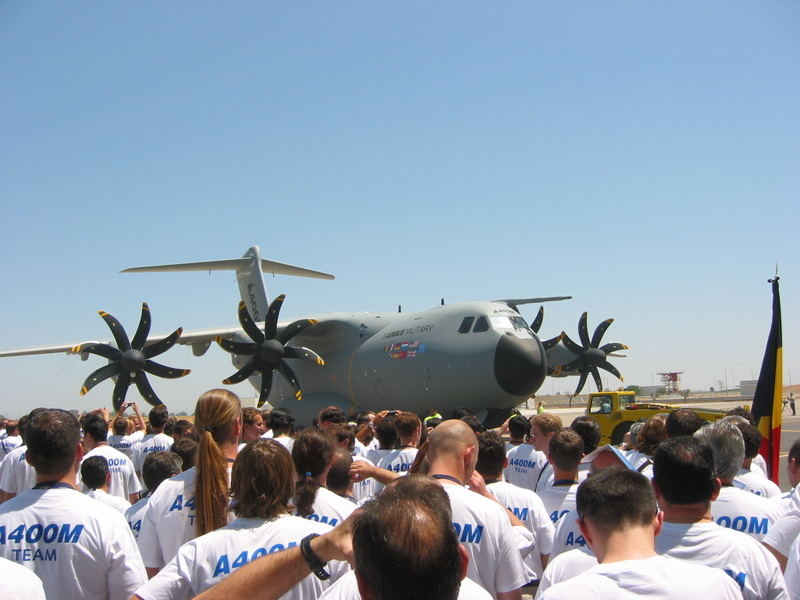
El Airbus A400M Atlas, el avión de transporte / cisterna de muchos países europeos

## Operación logística
Además de la vertiente táctica, en la que forma parte de un asalto aéreo o de una operación militar de mayor envergadura, un puente aéreo puede constituir una operación logística con la que se pretende el aprovisionamiento de un área. Debido al elevado coste del transporte aéreo en comparación con el terrestre o el marítimo, este tipo de solución solo suele adoptarse cuando es necesario realizar el transporte de una forma rápida o los otros medios no son utilizables por hallarse la zona de destino incomunicada o sitiada.
El transporte aéreo consta de dos tipos distintos: estratégico y táctico. Por lo general, el transporte aéreo estratégico implica mover material a largas distancias (como a través o fuera del continente o el teatro), mientras que un transporte aéreo táctico se centra en desplegar recursos y material en una ubicación específica con alta precisión.

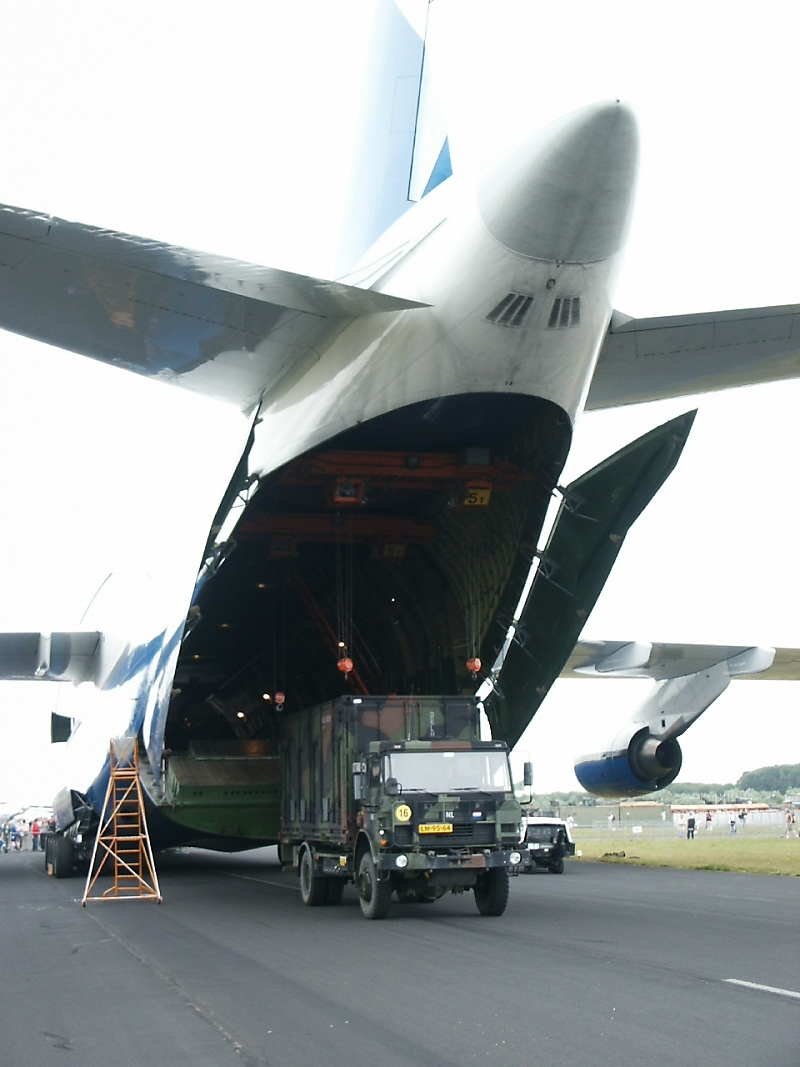
Antonov An-124 Ruslan cargando un contenedor para el ejército holandés

Dependiendo de la situación, los suministros transportados por avión pueden entregarse por diversos medios. Cuando el destino y el espacio aéreo circundante se consideran seguros, la aeronave aterrizará en un aeropuerto o base aérea apropiados para descargar su carga en tierra. Cuando el aterrizaje de la nave o la distribución de suministros a un área determinada desde una zona de aterrizaje por transporte de superficie no es una opción, la aeronave de carga puede dejarlos caer en pleno vuelo utilizando paracaídas conectados a los contenedores de suministros en cuestión. Cuando hay un área amplia disponible donde los receptores previstos tienen el control sin temor a que el enemigo interfiera con la recolección y / o robe los bienes, los aviones pueden mantener una altitud de vuelo normal y simplemente dejar caer los suministros y dejarlos caer en paracaídas al suelo. . Sin embargo, cuando el área es demasiado pequeña para este método, como con una base aislada, y / o es demasiado peligroso para aterrizar, se utiliza un sistema de caída de paracaídas de baja altitud.
Durante desastres y otras crisis, los puentes aéreos se utilizan para apoyar o reemplazar otros métodos de transporte para aliviar a las poblaciones civiles atribuladas. Los ejemplos incluyen el Puente Aéreo de Berlín, para abastecer de alimentos y carbón al aislado Berlín Occidental , el puente aéreo de Air India de 1990 para rescatar a ciudadanos indios atrapados en la Guerra del Golfo, y el puente aéreo de Biafra de 1967-70 durante la guerra civil de Nigeria .

## Historia
En noviembre de 1915, el escuadrón francés MF 99 S, equipado con Farman MF.11, envió soldados heridos desde Serbia a través de Albania hasta Corfú. Esta fue la primera operación de evacuación médica en la historia del aire.
En abril de 1923, aviones del comando de Irak de la RAF trasladaron a 280 soldados sij desde Kingarban a Kirkuk en la primera operación de tropas aéreas británicas. Esta operación solo se llevó a cabo en un corto alcance y no fue hasta 1929 que la RAF llevó a cabo una evacuación aérea de largo alcance sin combate del personal diplomático británico de Afganistán a la India utilizando un Vickers Victoria durante el puente aéreo de Kabul.
En enero de 1933 durante la primera Batalla de Nanawa en la guerra del Chaco la aviación paraguaya realizó un puente aéreo para abastecer de munición a la aislada 5.ª División.  En julio de 1936, al principio de la guerra civil española, se establece el primer puente aéreo de la historia para transportar las tropas sublevadas del Ejército de África de Marruecos al territorio peninsular de España, sobre el Estrecho de Gibraltar bloqueado por la flota de guerra leal al gobierno. Al principio se ejecutó solo con medios propios, y luego fue apoyado por aviones italianos y alemanes.
El primer puente aéreo de combate de largo alcance del mundo tuvo lugar de julio a octubre de 1936. Los sublevados utilizaron el Ju 52 alemán y la Fuerza Aérea Italiana Savoia-Marchetti SM.81 para transportar tropas desde el Marruecos español a España al comienzo de la guerra civil española .
En plena Segunda Guerra Mundial se estableció en la batalla de Stalingrado un enorme puente aéreo de la Luftwaffe alemana entre noviembre de 1942 y febrero de 1943, que buscaba el abastecimiento del VI Ejército alemán que se hallaba totalmente rodeado por los ejércitos soviéticos. El puente aéreo más grande fue el puente aéreo de Berlín, que duró desde junio de 1948 hasta septiembre de 1949, una operación estadounidense, británica y francesa destinada a frustrar el bloqueo de la ciudad de Berlín por parte de la Unión Soviética. Los transportes aéreos se volvieron prácticos durante la Segunda Guerra Mundial cuando los aviones se volvieron lo suficientemente grandes y sofisticados para manejar grandes demandas de carga. El comando de Transporte Aéreo de la USAAF comenzó el transporte aéreo más grande y más prolongado de la guerra en mayo de 1942, entregando más de medio millón de toneladas netas de material desde India a China sobre la joroba en noviembre de 1945.
El puente aéreo civil más grande de todos los tiempos, el puente aéreo de Biafra, fue llevado a cabo por iglesias protestantes y católicas que trabajaron juntas bajo el lema "Ayuda conjunta de la iglesia" (JCA) para llevar alimentos a Biafra, durante la guerra de secesión de Biafra de Nigeria en 1967-70. Se estima que este esfuerzo conjunto (que los involucrados solían llamar "Jesus Christ Airlines" como una broma interna de las iniciales JCA) salvó más de un millón de vidas en Biafra. La mayoría de los aviones partieron de la (entonces) colonia portuguesa de Santo Tomé y Príncipe hacia la pista de aterrizaje de Uli, el único "aeropuerto" operativo en Biafra, que se construyó ampliando una carretera común. Los vuelos se realizaron volando de noche con todas las luces apagadas y bajo un silencio de radio casi total para evitar los aviones MiG nigerianos. Todos los aviones, tripulaciones y logística fueron pagados, instalados y mantenidos por los grupos eclesiásticos conjuntos. JCA y sus tripulaciones y aviones (en su mayoría aviones de pasajeros de múltiples hélices como DC-7, Lockheed Constellation y Superconstellations, DC-6 y DC3) siguieron volando hacia Biafra a costa de muchas vidas de tripulaciones.

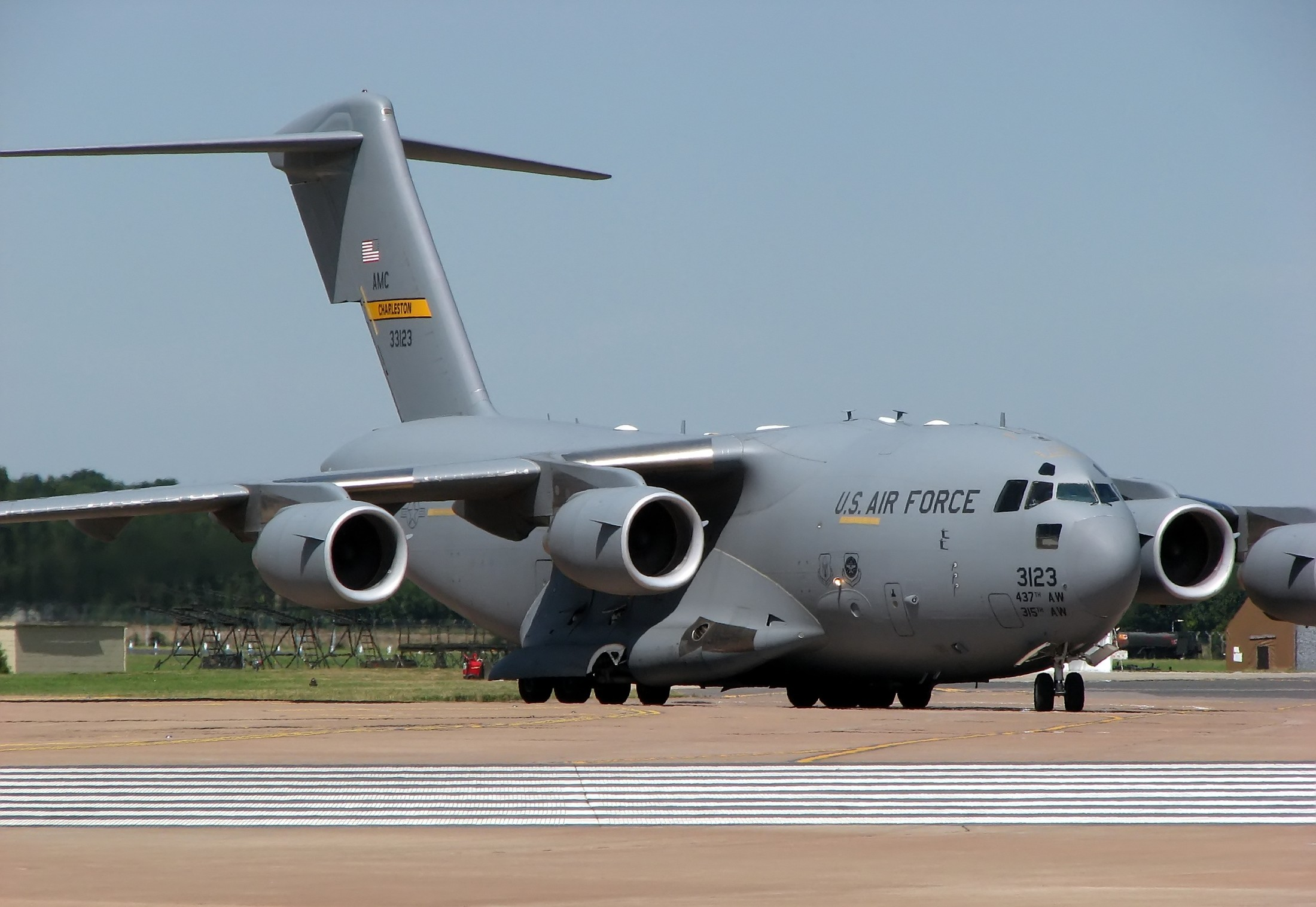
Boeing C-17 Globemaster III

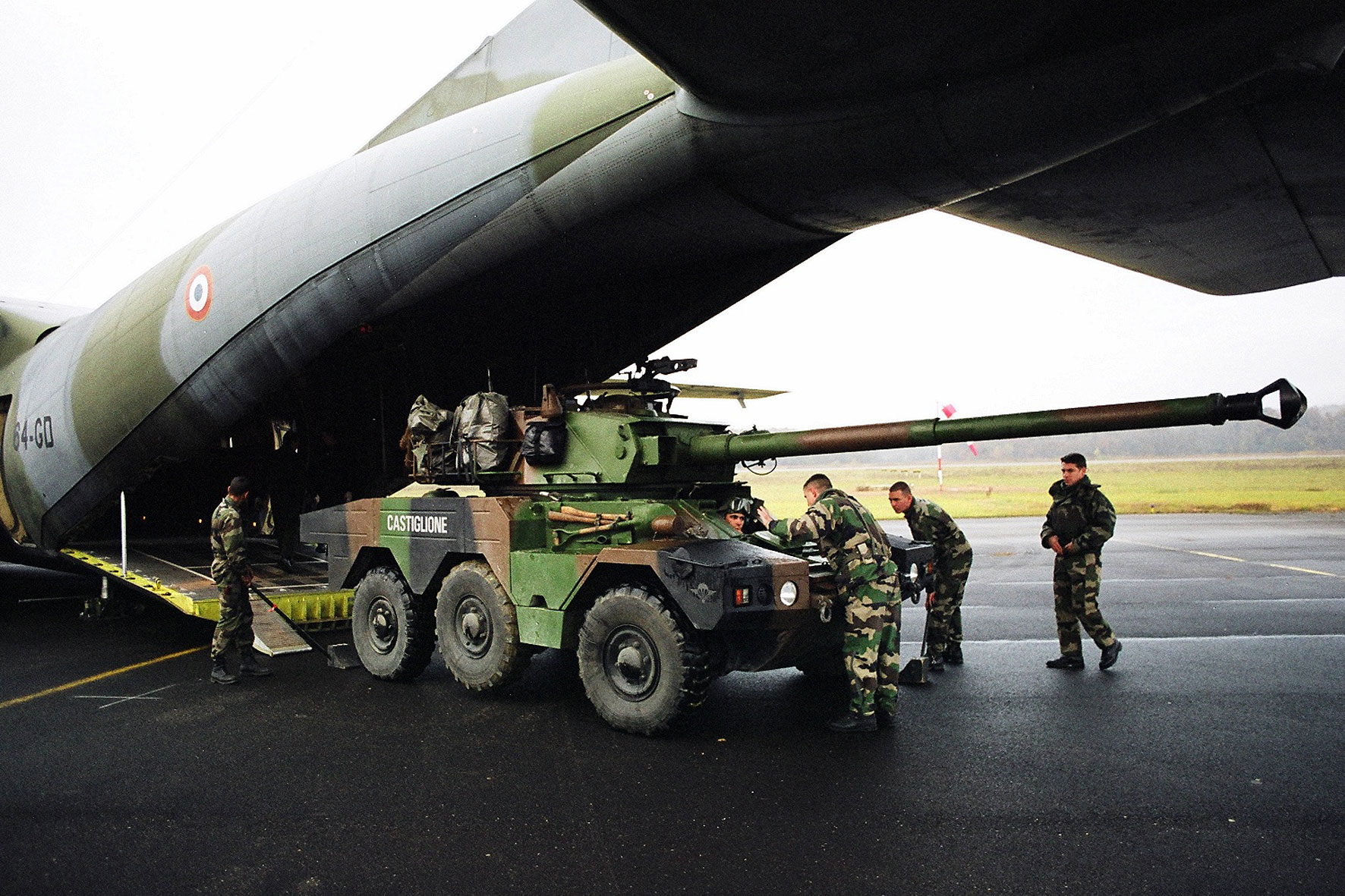
ERC 90 Sagaie cargándose en una Transall C-160 francesa.

El transporte aéreo estratégico es el uso de aviones de transporte militar para transportar material, armamento o personal a largas distancias. Por lo general, esto implica transportar por aire los elementos requeridos entre dos bases aéreas que no están en la misma vecindad. Esto permite a los comandantes llevar elementos a un teatro de combate desde un punto en el otro lado del planeta, si es necesario. Las aeronaves que desempeñan esta función se consideran aviones de transporte estratégicos. Esto contrasta con los aviones de transporte tácticos, como el C-130 Hercules y el Transall C-160, que normalmente solo pueden mover suministros dentro de un teatro de operaciones determinado[cita requerida]
Otras operaciones notables de esta especialidad incluyen la batalla de Creta, la operación Market Garden durante la Segunda Guerra Mundial y la Operación Causa Justa en 1989.
Entre 1939 y 1960, LAN Chile se encargó del Puente Aéreo de los Terremotos de Chillán y Valdivia, en el Sur de Chile, siendo uno de los pocos casos de la Aviación Civil en caso de Terremoto, mientras que la Aviación Militar, la Fuerza Aérea de Chile, hizo el mencionado puente, tras el Terremoto del 27 de febrero de 2010, transportando ayuda tanto de dentro, como de fuera del país, en aviones, como el Hércules C-130.

## Puente aéreo táctico

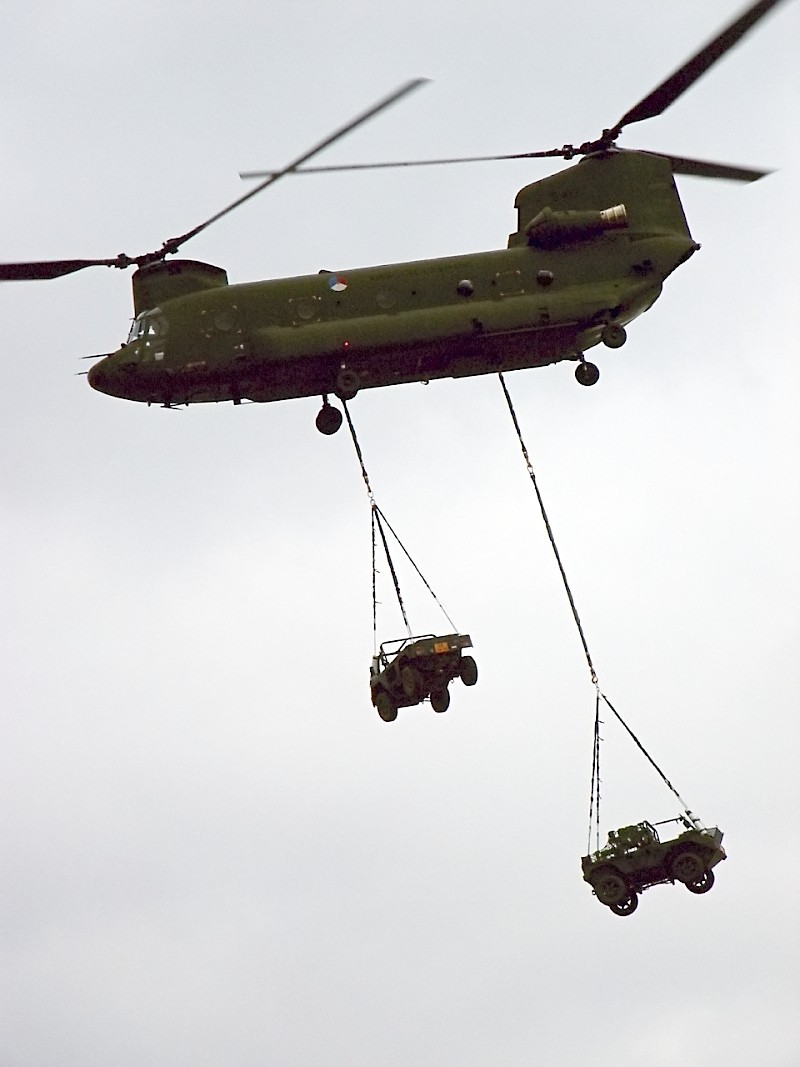
CH-47 Chinook demostrando capacidades de transporte aéreo.

El transporte aéreo táctico es un término militar para el transporte aéreo de suministros y equipos dentro de un teatro de operaciones (en contraste con el transporte aéreo estratégico). Las aeronaves que desempeñan esta función se conocen como aviones de transporte tácticos. Estos son típicamente aviones turbohélice y cuentan con distancias cortas de aterrizaje y despegue y neumáticos de baja presión que permiten operaciones desde pistas de aterrizaje pequeñas o mal preparadas. Si bien carecen de la velocidad y el alcance de los aviones de transporte estratégico (que suelen tener propulsión a chorro), estas capacidades son inestimables dentro de las zonas de guerra. Los helicópteros más grandes, como el CH-47 Chinook y el Mil Mi-26, también se pueden usar para transportar hombres y equipos. Los helicópteros tienen la ventaja de que no requieren una pista de aterrizaje y que el equipo a menudo se puede suspender debajo de la aeronave, lo que permite que se entregue sin aterrizar, pero son ineficientes en combustible y, por lo tanto, tienen un alcance limitado. También existen aviones híbridos como el Bell Boeing V-22 Osprey que intenta combinar el vuelo VTOL con mayor alcance y velocidad.
Los aviones de transporte aéreo táctico están diseñados para ser maniobrables, lo que permite que el vuelo a baja altitud evite la detección por radar y el lanzamiento de suministros por el aire. La mayoría están equipados con sistemas de ayudas defensivas para protegerlos del ataque de misiles tierra-aire .
El primer puente aéreo táctico soviético ocurrió en 1929, en el que cuarenta hombres del Ejército Rojo fueron trasladados por avión a la ciudad de Garm, Tayikistán (entonces República Socialista Soviética de Tayikistán) para repeler una fuerza de ataque de los rebeldes Basmachi al mando de Fuzail Maksum.
Ejemplos de grandes aviones de transporte tácticos de finales del siglo XX y principios del XXI incluyen:
- Antonov An-12 ( turbohélice, sucedido por la familia An-32)
- Antonov An-72 (familia de reactores STOL)
- Antonov An-70
- EADS CASA / IPTN CN-235
- EADS CASA C-295
- Alenia C-27 Spartan
- Lockheed Martin C-130J Super Hércules
- Transall C-160
- Kawasaki C-2
- Shaanxi Y-8
- Shaanxi Y-9
- Embraer KC-390
- United Aircraft Corporation of Russia Ilyushin Il-276 (en desarrollo)

## Comparación de transporte aéreo
Aviones de transporte en servicio a finales del siglo XX y principios del XXI:
| Aeronave               | Papel                 | Max. carga útil (kilogramo) | Alcance (NM) | Crucero ( Mach ) | Techo (Ft. ) | Precio                        |
| ---------------------- | --------------------- | --------------------------- | ------------ | ---------------- | ------------ | ----------------------------- |
| Antonov An-72          | Táctico               | 10 000                      | 1,728 NM     | Mach .68         | 36 089 pies  | $ 12,5 millones (est. )       |
| C-130J Super Hércules  | Táctico               | 19 050                      | 2,380 NM     | Mach .58         | 33 000 pies  | $ 52 millones (est. )         |
| An-12                  | Táctico               | 20 000                      | 1,940 NM     | Mach .55         | 33 000 pies  | -                             |
| Shaanxi Y-8            | Táctico               | 20 000                      | 3,030 NM     | Mach .45         | 34 000 pies  | -                             |
| Shaanxi Y-9            | Táctico               | 25 000                      | 3.700 NM     | Mach .53         | 34 120 pies  | -                             |
| Embraer KC-390         | Táctico               | 26 000                      | 3,140 NM     | Mach .70         | 36 000 pies  | $ 50 millones (est. )         |
| Atlas del Airbus A400M | Estratégico / táctico | 37 000                      | 2,450 NM     | Mach .72         | 37 000 pies  | 100 millones de euros (est. ) |
| Kawasaki C-2           | Táctico               | 37 600                      | 3,000 NM     | Mach .80         | 40 000 pies  | $ 120 millones (est. )        |
| Antonov An-70          | Táctico               | 47 000                      | 1,621 NM     | Mach .73         | 40 000 pies  | $ 80 millones (est. )         |
| IL-76 MD               | Estratégico / táctico | 48 000                      | 2,380 NM     | Mach .70         | 42 700 pies  | -                             |
| IL-76 MD-90A           | Estratégico / táctico | 60 000                      | 2.700 NM     | Mach .70         | 42 700 pies  | $ 120 millones (est. )        |
| Xian Y-20              | Estratégico           | 66 000                      | 2,430 NM     | Mach .75         | 42 700 pies  | -                             |
| C-17 Globemaster       | Estratégico / táctico | 77 520                      | 2,380 NM     | Mach .77         | 45 000 pies  | $ 225 millones                |
| Galaxia C-5            | Estratégico           | 122 472                     | 2,400 NM     | Mach .77         | 34 000 pies  | $ 168 millones                |
| An- 124-100M-150       | Estratégico           | 150 000                     | 2,808 NM     | Mach .65         | 35 000 pies  | $ 70-100 millones             |
| An-225                 | Estratégico           | 250 000                     | 2,159 NM     | Mach .61         | 33 000 pies  | -                             |